# Bleibehilfen
Bleibehilfen sind Maßnahmen, die von deutschen Bundesregierungen nach 1990 entwickelt wurden, um Angehörigen der deutschen Minderheit oder Deutschstämmigen in den Nachfolgestaaten der Sowjetunion, vor allem in Russland, sowie in Polen, aber auch in anderen postkommunistischen Staaten zu helfen und sie zu einem Verbleib in ihrer Wohnregion zu motivieren. Angehörige der deutschen Minderheiten in diesen Ländern hatten und haben das Recht, als Aussiedler bzw. Spätaussiedler nach Deutschland einzuwandern.

## Maßnahmen
Bleibehilfen bestehen aus:
- Gemeinschaftsfördernden Maßnahmen: Begegnungsstättenförderung, außerschulischem Sprachunterricht (in Russland und Kasachstan), Förderung der Selbstorganisationen der deutschen Minderheit zusammen mit kulturellen und bildungspolitischen Hilfen des Auswärtigen Amtes.
- Wirtschaftsprojekten: investiven Großprojekten, kleineren Wirtschaftshilfen in Form von Existenzgründungsdarlehen für Kleingewerbe und Handwerk, Darlehen zur Wohnraum- und Arbeitsplatzbeschaffung in Russland, Landwirtschaftshilfen sowie Qualifizierungsmaßnahmen für Angehörige der deutschen Minderheit.
- Hilfen im medizinischen Bereich.
- Hilfen im Sozialbereich.
- Wirksamkeitskontrollen.

Flankiert werden diese Maßnahmen durch Städtepartnerschaften und Informationskampagnen.
Die Hilfenpolitik der Bundesregierung ist eingebettet in den OSZE-Prozess, die Vereinbarungen des Europarates zum Minderheitenschutz und die bestehenden bilateralen Verträge.
Im Zuge einer Reduzierung der Haushaltsmittel führt die Bundesregierung heute keine aufwändigen Infrastrukturmaßnahmen und investiven Großprojekte im Bereich der Wirtschaft und der Landwirtschaft mehr durch. Stattdessen fördert man verstärkt Maßnahmen, die den Menschen konkrete Perspektiven in ihren angestammten Wohngebieten eröffnen.

## Politische Strategie
Aus dem Gebiet der ehemaligen Sowjetunion siedelten
- 1990: 147.950 Personen
- 1991: 147.320 Personen
- 1992: 195.576 Personen
- 1993: 207.347 Personen
- 1994: 213.214 Personen
- 1995: 209.409 Personen
- 1996: 172.181 Personen
- 1997: 131.895 Personen
- 1998: 101.550 Personen
- 1999: 103.599 Personen

in die Bundesrepublik Deutschland aus. Vor dem Hintergrund der hohen Aussiedlungszahlen nach 1990 war und ist es das Ziel der Bundesregierungen, die Lebensbedingungen in den Siedlungsgebieten zu stabilisieren und damit den Verbleib der deutschen Minderheiten in der GUS zu fördern. Noch mit der Sowjetunion wurde 1990 der „Vertrag über gute Nachbarschaft, Partnerschaft und Zusammenarbeit zwischen der Bundesrepublik Deutschland und der Union der Sozialistischen Sowjetrepubliken“ geschlossen, an den sich Russland gebunden fühlt. Es folgten Verträge mit Kasachstan (1996) und der Ukraine (1996).
Zu den Zielen der Bleibehilfen zählt, die fortdauernden Benachteiligungen der deutschen Minderheiten aus der kommunistischen Zeit abzubauen. Spannungen und Vorurteile zwischen Minderheits- und Mehrheitsbevölkerung sollen abgebaut werden.